# Castelo Powderham
Castelo Powderham é uma casa senhorial fortificada em Exminster, Devon, situado a 6 milhas (9,7 km) a sul de Exeter e a cerca de 400 metros a nordeste da aldeia de Kenton, onde se encontram os portões principais de acesso ao público. É um edifício classificado como Grau I. O parque e os jardins estão classificados como Grau II* no Registo Nacional de Parques e Jardins Históricos.
Situa-se em terreno plano na margem ocidental do estuário do Rio Exe, no ponto onde este recebe o seu afluente, o Rio Kenn. Na margem oposta do Exe encontra-se a pequena aldeia de Lympstone. A estrutura original foi construída em data posterior a 1390, e o castelo atual foi amplamente ampliado e modificado nos séculos XVIII e XIX. O castelo é a sede da família Courtenay, os Condes de Devon.  

## Origem do nome
O senhorio de Powderham deriva o seu nome da antiga palavra neerlandesa polder, significando "o povoado da terra pantanosa recuperada".  

## História

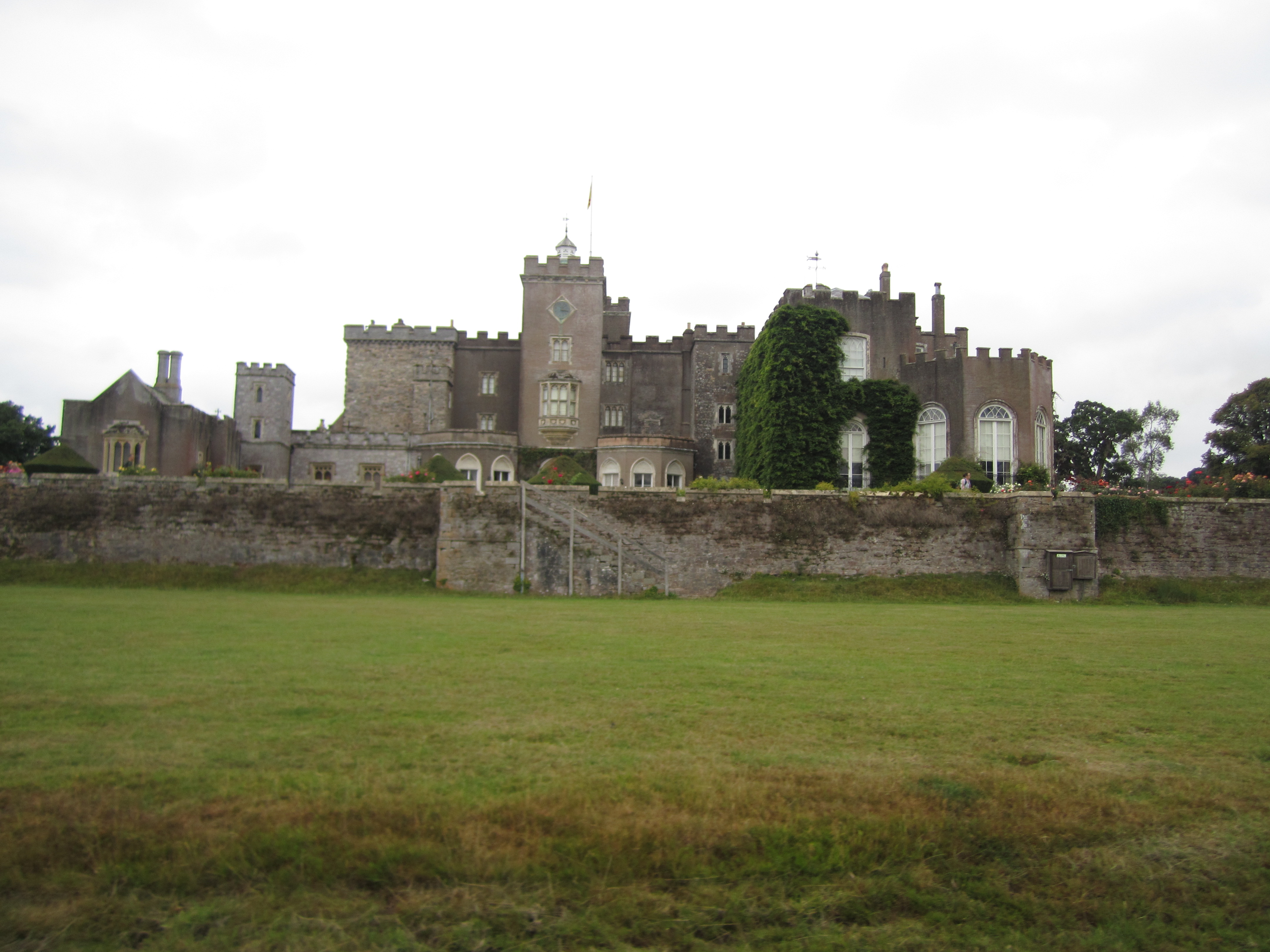
Fachada oriental do Castelo Powderham, vista do parque dos veados.

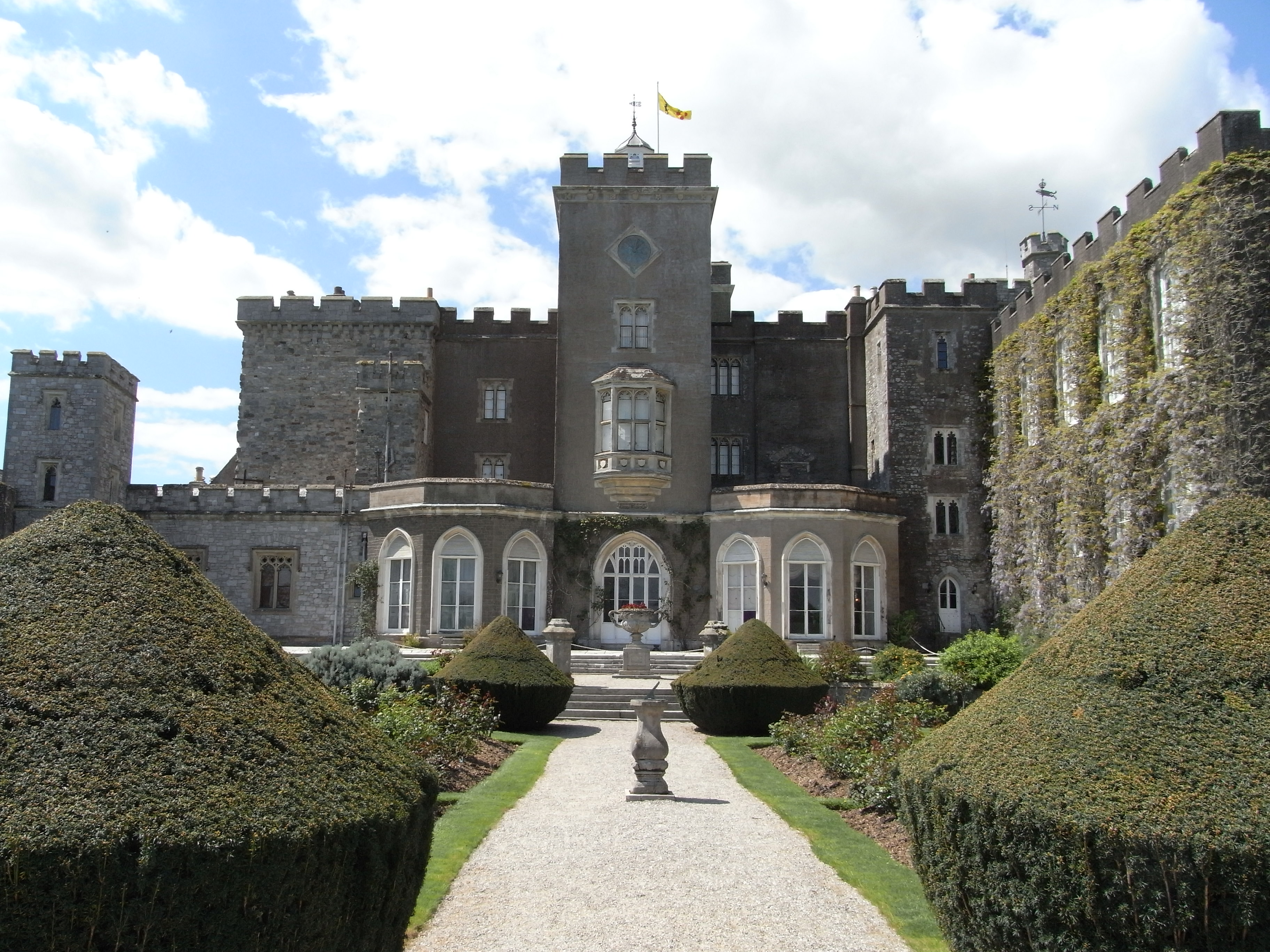
Fachada oriental (jardim) do Castelo Powderham, Devon. A ala projetada à direita contém a segunda biblioteca, construída entre 1766 e 1769. A torre central e as janelas arqueadas de altura única datam de 1710 a 1727. A torre no ângulo direito e a estrutura principal de altura total por trás datam de 1390 a 1450.

Após 1390, o núcleo medieval da estrutura atual foi construído por Sir Philip Courtenay (m. 1406), o quinto ou sexto filho de Hugh Courtenay, 2.º Conde de Devon (m. 1377). Os Condes de Devon tinham a sua residência no Castelo de Tiverton até 1556, enquanto os seus primos desta linha cadete, conhecidos como "Courtenay de Powderham", coexistiram paralelamente, nem sempre de forma amigável, como membros proeminentes da nobreza local, possivelmente a mais prestigiada de Devon, participando ativamente na administração do condado como juízes de paz, xerifes e parlamentares. A partir de 1556, com a extinção da linha sénior dos Courtenay de Tiverton, os Courtenay de Powderham tornaram-se de jure Condes de Devon, e de facto desde 1831, quando o título lhes foi legalmente confirmado. Obtiveram o direito de assento na Câmara dos Lordes ao serem nomeados Viscondes em 1762.  
A construção original no local era uma casa senhorial fortificada; a designação de "castelo" foi provavelmente acrescentada apenas no século XVII. O edifício nunca foi um castelo verdadeiro, ou seja, com um torreão e fosso, embora possuísse uma muralha defensiva e um pátio no lado oriental (atualmente o jardim de rosas), conforme demonstrado na gravura de Buck de 1745. Leland mencionou um barbacã ou bastião nesta área, mas estes foram demolidos durante as obras de paisagismo do século XVIII, destinadas a proporcionar uma vista desimpedida das salas inferiores para o estuário do Exe. Muitos elementos de aparência medieval na fachada ocidental (entrada principal) foram acrescentados no século XIX. O pórtico de entrada foi construído entre 1845 e 1847 segundo um projeto de Charles Fowler. A estrutura retangular alta, situada além do portão, com uma torre a norte, corresponde essencialmente à casa senhorial fortificada original. A projeção do piso inferior para o norte, em pedra mais clara, com três janelas em estilo gótico, é o salão de jantar vitoriano, projetado por Fowler.

## Guerras das Rosas
Durante as Guerras das Rosas, os inimigos dos Condes de Devon da família Courtenay, de Tiverton Castle, eram os Bonville, de Shute. O seu primo distante em Powderham, Sir William Courtenay (m. 1485), casou-se com Margaret Bonville, filha de William Bonville, 1.º Barão Bonville (1392–1461), o que consolidou Powderham como um bastião Bonville contra os Condes de Devon. A 3 de novembro de 1455, Thomas de Courtenay, 5.º Conde de Devon (1414–1458), à frente de um exército privado de 1.000 homens, tomou o controlo de Exeter e do seu castelo e sitiou Powderham durante dois meses. Lorde Bonville tentou levantar o cerco, avançando a partir do leste e atravessando o Rio Exe; contudo, não teve sucesso e foi repelido pelas forças do conde. A 15 de dezembro de 1455, o Conde de Devon e Lorde Bonville encontraram-se decisivamente na Primeira Batalha de Clyst Heath, em Exeter, onde Bonville foi derrotado. Após a batalha, o conde saqueou e pilhou Shute.

## Guerra Civil
Durante a Guerra Civil Inglesa, o Castelo Powderham foi guarnecido por 300 soldados monárquicos sob o comando de Sir Hugh Meredith. Em dezembro de 1645, um destacamento parlamentarista, comandado por Sir Thomas Fairfax, tentou, sem sucesso inicial, capturá-lo. No entanto, o castelo caiu a 25 de janeiro de 1646 perante as forças do Coronel Robert Hammond. O castelo sofreu danos consideráveis durante o assalto e permaneceu, em algumas partes, exposto aos elementos até ao início do século XVIII, quando foi restaurado por Sir William Courtenay, 2.º Baronete (m. 1735).  

## Descrição do Interior

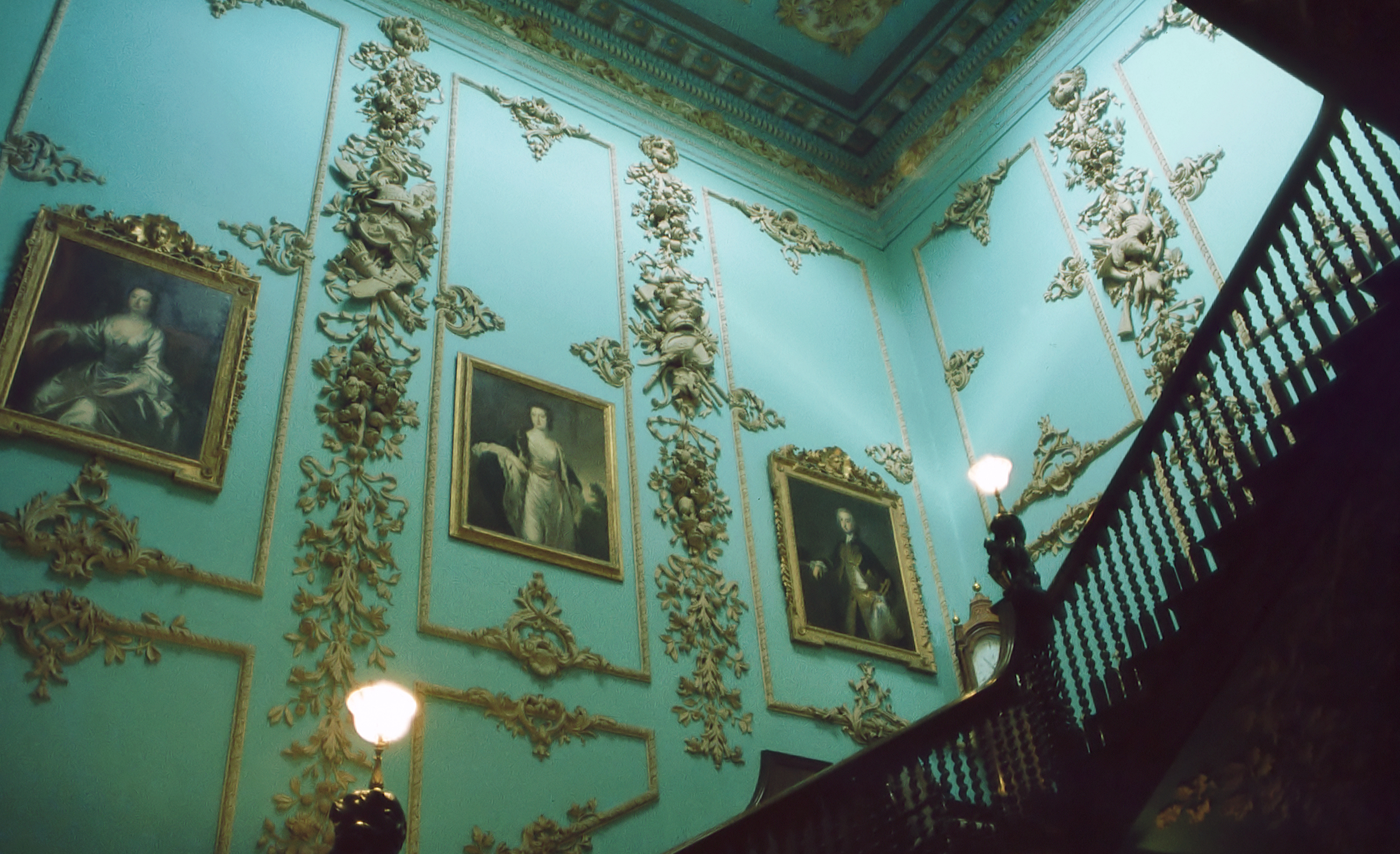
Salão da Escadaria, Castelo Powderham.

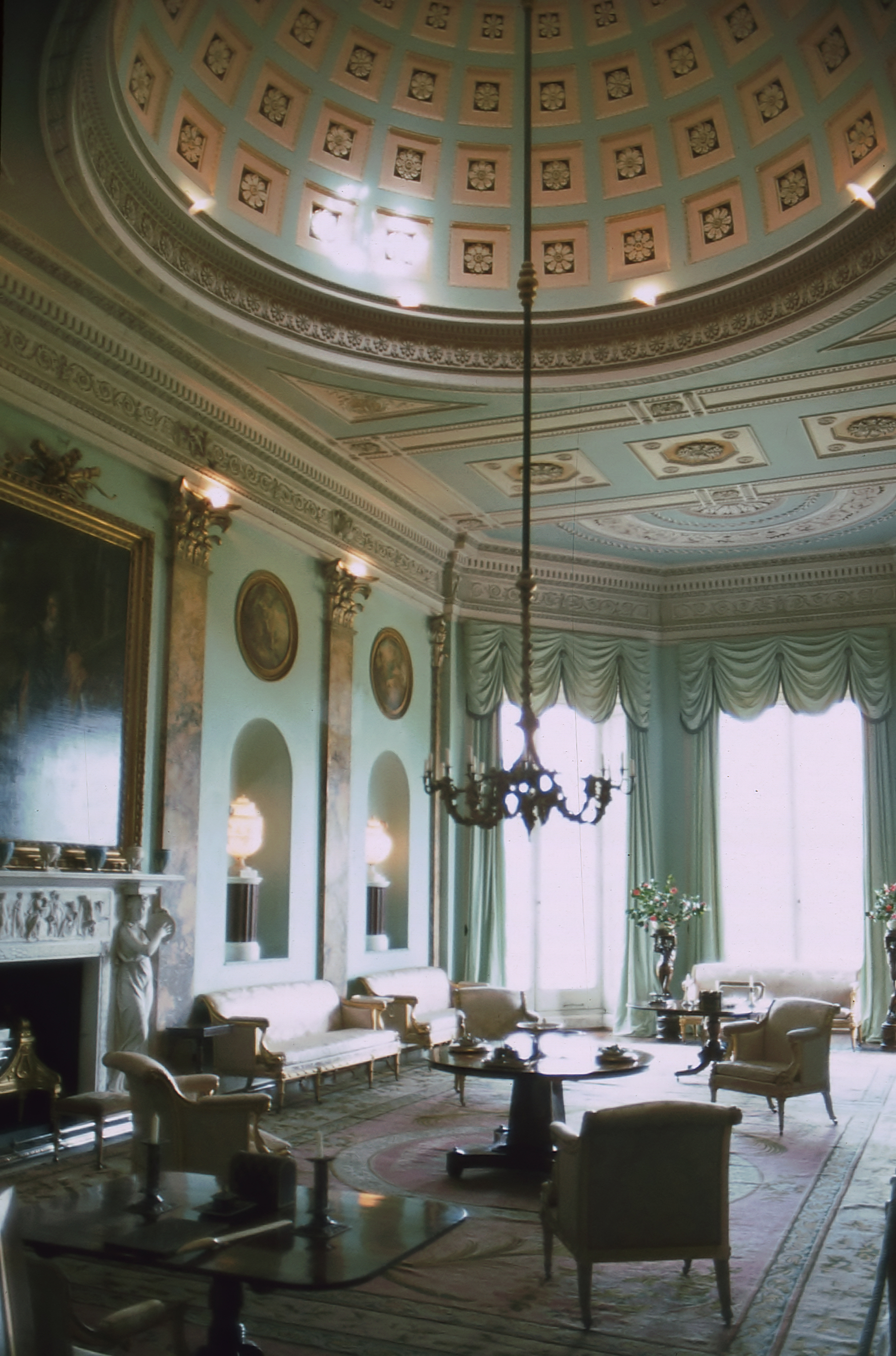
Sala de Música, Castelo Powderham.

A casa está centrada numa estrutura retangular de paredes espessas, com dois andares de altura, construída nos séculos XIV e XV. Originalmente, esta estrutura compreendia, de norte para sul, a sala de retiro, o grande salão, o corredor de serviço e as cozinhas. Atualmente, estes espaços correspondem, na mesma disposição, à antecâmara, ao salão da escadaria, ao salão de mármore e à cozinha vitoriana.

### Salão de Mármore
O Salão de Mármore, assim denominado pelo seu pavimento em mármore preto e branco, foi concluído em 1755 e constitui a parte inferior e sul do antigo grande salão medieval, que foi dividido por uma parede interna no início do século XVIII, formando o Salão da Escadaria e o Salão de Mármore. Originalmente, tinha o dobro da altura, atingindo a mesma altura do Salão da Escadaria a norte, até que foi acrescentado um teto no século XVIII para criar quartos no andar superior. Ao mesmo tempo, foi inserida uma escadaria na parte superior para formar o Salão da Escadaria.
A passagem de entrada situava-se nesta extremidade do salão. A estrutura de madeira que formava o lado norte da passagem foi demolida aquando da divisão do espaço, mas ainda permanecem três portas medievais com arcos góticos na parede sul de pedra, que davam acesso à cozinha. Uma única porta, com um arco mais achatado, encontra-se ainda na parte superior da parede sul, tendo servido de entrada para a galeria de madeira dos menestréis, que se projetava sobre o grande salão.
O Salão de Mármore é utilizado como sala de estar e contém uma lareira do século XVIII. Entre os elementos decorativos destacam-se um relógio de pêndulo de cerca de 1745, com 14 pés (4,3 m) de altura, feito por William Stumbels de Totnes; uma grande tapeçaria de Bruxelas do século XVII, com uma cena rústica de quinta inspirada em Teniers, situada acima da lareira; e um sobre-frontal de madeira entalhada, datado de 1553, decorado com as armas da família Courtenay. Dois retratos do atual Conde de Devon e da sua esposa estão pendurados na parede norte, acima do revestimento de madeira.

### Outros Elementos
A casa apresenta uma mistura de elementos medievais e uma refinada decoração do século XVIII. No andar superior, encontra-se uma presa de narval, frequentemente referida como um chifre de unicórnio e tradicionalmente considerada capaz de detetar venenos.

### Lareira Memorial na Sala de Jantar

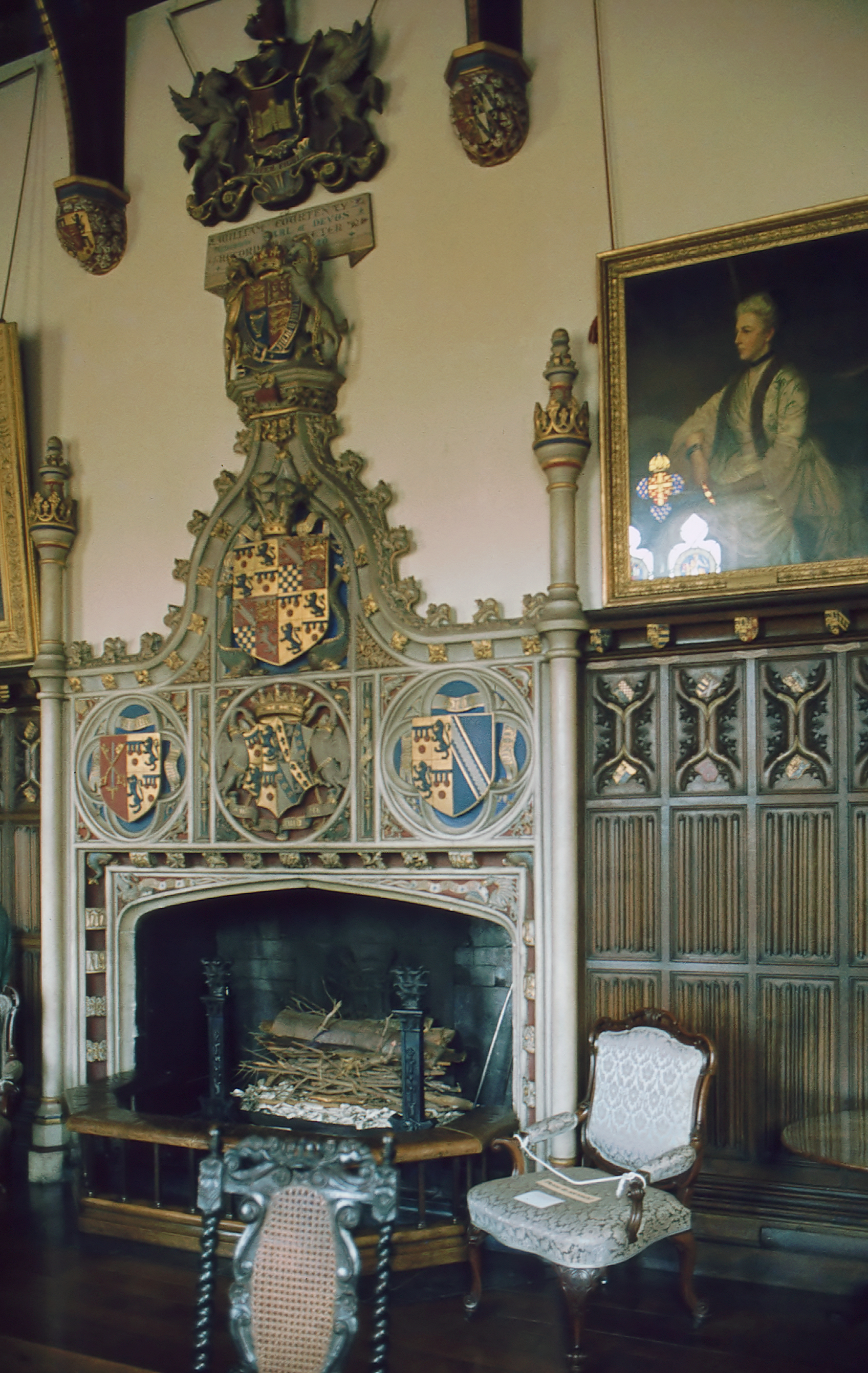
A lareira heráldica (c. 1860) na Sala de Jantar.

William Courtenay, 11.º Conde de Devon (falecido em 1888) instalou uma lareira heráldica na Sala de Jantar em memória do seu avô, Reginald Courtenay (1741–1803), Bispo de Exeter de 1797 a 1803, e dos seus pais. A Sala de Jantar foi construída pelo seu pai, William Courtenay, 10.º Conde de Devon (falecido em 1859), entre 1847 e a sua morte em 1859. O 11.º Conde completou a decoração interior em 1860, incluindo os painéis entalhados em dobradiça de linho que contêm várias dezenas de escudos heráldicos ancestrais. O design foi inspirado na lareira medieval do Palácio Episcopal de Exeter, instalada por volta de 1485 por Peter Courtenay (falecido em 1492), Bispo de Exeter, um filho mais novo de Sir Philip Courtenay (1404–1463) de Powderham. Os brasões na fileira mais baixa são, da esquerda para a direita:
- Brasão do Bispo Reginald Courtenay: Diocese de Exeter impalado com as armas da família Courtenay (avô do 11.º Conde de Devon);
- Brasão de William Courtenay, 10.º Conde de Devon (falecido em 1859), impalado com as armas da sua esposa Hariet Leslie Pepys: Primeiro e quarto quartéis: Sable, numa banda de ouro entre duas cabeças de cavalo arrancadas de prata, três flores-de-lis do campo (Pepys, Baronetes de Juniper Hill); segundo e terceiro quartéis: Prata, numa banda azul três fivelas de ouro (Leslie, Condes de Rothes). (Pais do 11.º Conde de Devon). Os suportes são dois cisnes de Bohun, um símbolo heráldico usado por essa família, da qual provinha a esposa de Hugh Courtenay, 2.º Conde de Devon (falecido em 1377), herdeira de Powderham. Nos medalhões laterais encontram-se dois golfinhos, um emblema da família Courtenay. Estes brasões podem ser vistos numa placa de latão no monumento funerário dos seus pais na Igreja de Powderham, que é uma cópia do monumento funerário do século XV da família Courtenay na Igreja de Colyton, em Devon;
- Brasão do 11.º Conde de Devon impalado com as armas da sua esposa, Elizabeth Fortescue.

Outra cópia da lareira heráldica do Palácio Episcopal de Exeter pode ser encontrada, em mármore cinza italiano, em Kentwell Hall, no condado de Suffolk, apresentando as armas das famílias Clopton e Logan.

## Na atualidade

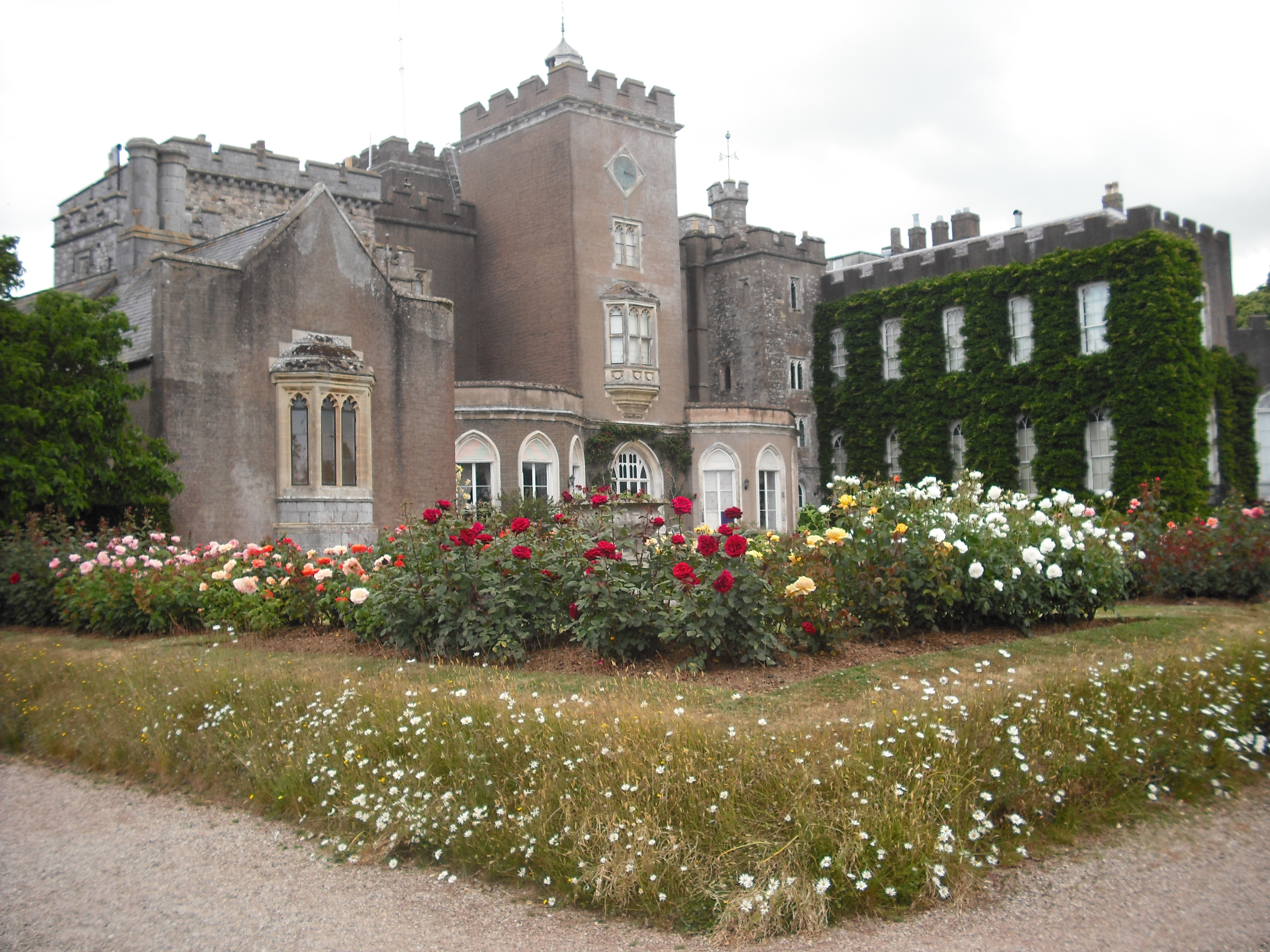
Castelo Powderham e Jardim de Rosas visto do sudeste, uma vista idêntica à que foi gravada por Samuel Buck em 1745 (acima).

Desde 1745, a segunda biblioteca alargou a ala da capela, os dois baixos quartos de cada lado da torre do relógio foram convertidos em frentes de janelas em arco, e a torre do portão em estilo de castelo, que poderia ter bloqueado esta vista, foi demolida. Além disso, o porto no Rio Kenn, que aqui desagua no Rio Exe, foi alterado através de trabalhos de paisagismo.
O Castelo Powderham é um edifício classificado como Grau I desde 1952, e é reconhecido como uma estrutura de importância internacional. A escadaria, o salão, a sala de música e o quarto principal da casa foram utilizados como locais para o filme de 1993 Os Restos do Dia. A casa também foi utilizada como cenário para a comédia cinematográfica recente Churchill: The Hollywood Years.
A 3 de dezembro de 2008, o conde leiloou o Compêndio Courtenay, um manuscrito do século XIV descoberto em Powderham. A licença do castelo para celebrar cerimónias de casamento foi revogada com efeito a partir de 1 de janeiro de 2009, depois de Hugh Courtenay, 18.º Conde de Devon ter recusado a um casal do mesmo género o uso do edifício para a sua cerimónia de união civil, por não se enquadrar nas suas crenças religiosas. A 29 de setembro de 2009, o conde leiloou alguns itens do castelo na Sotheby's em Londres. A venda rendeu £1,013,638, que foram utilizados para liquidar dívidas. Ele negou que o leilão tenha sido motivado pela perda de receitas provenientes de casamentos. Posteriormente, o conde entregou o controlo da propriedade ao seu filho, Charles, Lord Courtenay, agora o 19.º Conde de Devon. A licença para realizar casamentos, cerimónias civis e uniões civis no castelo foi agora restabelecida.
Em 2017, Mary Berry visitou e filmou um programa de uma hora como parte da sua série de 4 partes, Os Segredos da Casa de Campo de Mary Berry, transmitida na BBC One.
O Castelo Powderham foi a localização fotográfica para a mudança de marca da Associação das Casas Históricas em 2018. Nesse ano, o castelo abriu novas salas e áreas anteriormente reservadas apenas à família como parte de dois novos passeios guiados, a primeira vez que os passeios foram alterados desde a sua abertura na década de 1950.

## Concertos e Eventos
A 2 de agosto de 2004, a banda irlandesa Westlife realizou um concerto para a sua Turnaround Tour, promovendo o álbum Turnaround.
A banda de rock Status Quo fez um concerto no Castelo de Powderham em 2003, em apoio ao seu álbum Riffs. A banda voltou a tocar lá em 2009, ao lado de outros artistas, incluindo ABC, Go West, Kid Creole and the Coconuts, Howard Jones, Nik Kershaw, Cutting Crew, Doctor and the Medics, Altered Images e Marc Almond.
O Castelo Powderham recebeu o Big Weekend da BBC Radio 1 em maio de 2016, com a participação de Ellie Goulding, Coldplay, The 1975, Craig David, Nick Jonas e Iggy Azalea. Desde o Big Weekend, Powderham tem recebido concertos de artistas como Noel Gallagher's High Flying Birds, Little Mix, Bryan Adams e Tom Jones.
Em 2019, o Castelo Powderham começou a organizar o seu próprio Festival de Comida (Festival de Comida de Powderham), que conta com barracas de comida e bebida de todo o West Country e atrai um público grande e diversificado de visitantes.
Como resultado da pandemia de COVID-19, Powderham começou a organizar um percurso de luzes de Natal e uma experiência (denominada Natal no Castelo).

## Na Cultura Popular
Em 1924, a Great Western Railway nomeou uma locomotiva do tipo 4-6-0 da classe Castle class como "Castelo Powderham"; a principal linha da GWR de Exeter a Plymouth passa ao lado dos terrenos do castelo e os passageiros podem ver o castelo do trem enquanto passam.